# Seljačka buna (muzička grupa)
Seljačka buna je srpski hevi metal bend iz Beograda. Petočlana postava svira mešavinu žanrova sa zajedničkim imeniteljem - to je hevi metal i hard rok zvuk, a posebno važna karakteristika su ironični tekstovi sa satiričnom crtom, koji opisuju pop i rok stereotipe, ljubavne probleme i različite društvene fenomene.

## Istorija benda
Seljačka Buna je nastala u Beogradu 2005. godine. Kreativno jezgro benda činili su Vuk Nikolić, Nebojša Tijanić i Nenad Prodanović, da bi im se uskoro pridružili Stevan Radoičić kao vokalista, i Matija Gajić na bubnjevima. Prve autorske pesme iz tog perioda bile su Nije htela i Hevi metal je to!, koje će činiti neizostavan deo repertoara tokom svih budućih nastupa. U promenljivim sastavima članova svira do kraja 2007. godine, kada se bend razilazi na neodređeno vreme.
Zbog interesovanja publike, Nikolić i Radoičić odlučuju da ponovo okupe bend. Vuk Nikolić zadržava poziciju basiste i postaje kreativni lider grupe, kao i autor najveće broja tekstova. Stevan Radoičić preuzima ulogu glavnog gitariste i producenta, a na mesto vokaliste biva regrutovan Ivan Veljković. Bubanj je u novoj postavi trebalo da svira Ivan Rogošić, još jedan od starih članova benda, ali zbog porodičnih obaveza, njegovo mesto već na drugoj probi zauzima Marko Došen. Drugi gitarista postaje mladi Milan Gluščević iz Šapca, koga će u narednom periodu povremeno menjati Vuk Kazimirović, sve do jeseni 2012, kada Kazimirović postaje stalni član Bune. Nova postava započinje proces snimanja demo materijala i promocije po svirkama.
Uskoro po novom oformljenju, sledi veliki broj nastupa po beogradskim klubovima, gde nailaze na odličan odziv publike, imajući u vidu da je repertoar sačinjen uglavnom od autorskih pesama. U tome im je pomoglo i slobodno promovisanje singlova preko njihovog YouTube kanala. Krajem 2010. objavljeni su studijski snimci prve dve pesme.
Početkom 2011. godine Buna objavljuje demo album sa pet numera i nastavlja snimanje materijala za celokupan LP album. Za to vreme, pored Beograda, grupa svira i na Šabačkom letnjem festivalu, CMOK Festu u Crvenki, te u Zagrebu kao predgrupa folk-punk sastavu Brkovi.
U novembru 2011. godine, Seljačka Buna objavljuje prvi album Buna je počela! za onlajn etiketu SMP Music.
Početkom decembra objavljuju spot za pesmu Hevi metal je to!. Spot će biti emitovan na emisiji Gruvanje, početkom 2012, kao i više puta na programu Muzičke televizije Srbije. Ovo je dodatno doprinelo popularizaciji benda. Ukupan broj pregleda svih postavljenih klipova na njihovom jutjub kanalu iznosi preko 340000, 1. januara 2013. Za sada vodeći hit po broju pregleda predstavlja parodija Devojke sa čardaš nogama Đorđa Balaševića - Devojka sa gotik nogama, koja je bendu privukla mnoge nove obožavaoce.
Od objave albuma i spota, beleže brojne nastupe širom regiona, u Šapcu, Novom Sadu, Zaječaru, Knjaževcu, Pančevu, Osijeku, Sarajevu, Tuzli i rodnom Beogradu. U maju 2012. nastupaju na akademskom platou Filozofskog fakulteta u Beogradu, na zajedničkom koncertu podrške protestu protiv zabrane prodaja alkohola posle 22 časova (beogradska prohibicija). Takođe bivaju pozvani da gostuju i na tradicionalnom Antievrovizijskom koncertu metalaca Mortal Kombat u Studentskom kulturnom centru na Novom Beogradu.
U junu 2012. osvajaju prvo mesto na prvoj Gitarijadi Neolita održanoj u Starčevu i nedelju dana posle nastupaju na starčevačkom rok festivalu sa Crvenom Jabukom, Hladnim Pivom, Pekinškom Patkom i Zemljom Gruva.
Između 2012. i 2015. sviraju veliki broj koncerata širom Srbije i regiona, bili to veliki festivalski nastupi ili male klupske svirke.
Avgusta 2015. godine počinju sa snimanjem drugog albuma pod nazivom "Brljantin! Epik!" koji je izašao na Youtube-u i Bandcamp-u 21.11.2016.
Bend je do sada izbacio više video-spotova, i to za pesme "Hevi metal je to", "Boemska raspadija" i "Metalostrugar".

## Muzički stil
Seljačka Buna svira samoproklamovani žanr agro-metal. Objašnjenje za ovu kovanicu nalazimo na Fejsbuk stranici benda.
Pridev "agro" je neobična kombinacija je tri različite terminologije:
- agro iz 'agrikultura' kao poljoprivreda, naglašavajući povezanost sa majkom zemljom i duhom seljaka-mučenika;
- agro iz 'agresija', naglašavajući energičnost njihove muzike, te pozivanje na bunt, otpor i konstantnu borbu koje u svojoj muzici propovedaju;
- agro kao univerzalni znak za skretanje pažnje na sebe iz World of Warcrafta i ostalih MMORPG-ova, ističući njihove (nikad dovoljno usahle) štreberske korene.

U muzici Seljačke Bune dominira metal zvuk sa primesama klasičnog roka, bluza i etna. Tekstovi su mahom humoristički, sa satiričnom crtom i blagom kritikom trenutnog stanja u državi i svetu. Bave se temama ljubavi, religije, narodne epike, te rok, pop i hevi metal stereotipa.
Kao svoje muzičke uzore navode: Tenacious D, System of a Down, DVDA, Electric Six, Faith no More, SMF, Manowar, Green Jello itd.

## Sadašnji članovi
- Glas: Ivan Veljković - Brada (2010-);
- Gitara: Stevan Radoičić - Šarki ; bek vokali, produkcija (2010-), glas (2005-2007);
- Bas gitara: Vuk Nikolić - Gazda Vuja , bek vokali, stihovi (2005-);
- Bubnjevi: Marko Došen - Šen Do (2010-);
- Gitara: Uroš Pajić - Paja Madafaka (2021-).

## Bivši članovi
- Vuk Kazimirović - Vučina - ritam gitara (2012-2021)
- Milan Gluščević - Dr. Glu - solo i ritam gitara (2010-2012)
- Stanko Milosavljević - Lepi Cane - vokali (2005)
- Nebojša Tijanić - Bojša - solo i ritam gitara
- Nenad Prodanovič - Nehru - solo i ritam gitara
- Matija Gajić - Sisati Pekar - bubnjevi (2005-2006)
- Ivan Rogošić - Kumašin - bubnjevi (2006-2007)
- Ilija Vukailović - Lepi Ika - vokali (2006)

## Diskografija
- Demo (2011)
- Buna je počela! (2011)
- Brljantin Epik! (2016)
- Vasprsnuće EP (2020)